# Baucisz
A Baucisz görög → latin eredetű, mitológiai női név. Jelentés: duhaj nő.

## Gyakorisága
Az újszülötteknek adott nevek körében az 1990-es években szórványosan fordult elő. A 2000-es és a 2010-es években sem szerepelt a 100 leggyakrabban adott női név között.
A teljes népességre vonatkozóan a Baucisz sem a 2000-es, sem a 2010-es években nem szerepelt a 100 leggyakrabban viselt női név között.

## Névnapok
december 4.

## Híres Bauciszok
- Philémón és Baukisz mitológiai házaspár női tagja